# De Gids N.V.
De Gids N.V. was een Belgische onderneming die kort na de Tweede Wereldoorlog kranten en tijdschriften uitgaf.
In 1944 werd de naamloze vennootschap opgericht om titels uit te geven van De Standaard N.V. die wegens vermeende collaboratie met de Duitsers een publicatieverbod van twee jaar was opgelegd. Aandeelhouders waren onder meer Léon-Antoine Bekaert (voorzitter), Edgard De Bruyne, Paul Van Steenberge, Louis Roppe en Tony Herbert (afgevaardigd beheerder).
Het bedrijf huurde de lokalen en persen van De Standaard aan de Emile Jacqmainlaan in Brussel van De Standaard N.V.
Het bracht het dagblad De Nieuwe Standaard opnieuw uit, een voortzetting van de vooroorlogse De Standaard. Daarnaast verschenen ook Het Nieuwsblad, Ons Volk en Ons Volkske opnieuw.
De koers was echter heel wat minder flamingant dan de vooroorlogse De Standaard. De berichtgeving over de repressie zorgde voor heel wat controverse in Vlaamsgezinde milieus.
Toen De Standaard N.V. in 1947 de rechten van de titel "De Standaard" weer opeiste ontstond er een kleine krantenoorlog tussen de twee N.V.'s. Uiteindelijk mocht De Standaard N.V. de titel "De Standaard" behouden. De Gids moest haar publicaties een nieuwe naam geven en verhuizen naar de Zandstraat.
Het dagblad De Nieuwe Standaard werd omgedoopt in De Nieuwe Gids. De Gids-versies van Het Nieuwsblad, Ons Volk en Ons Volkske werden respectievelijk 't Vrije Volksblad, Overal! en 't Kapoentje. Van dan af ontstond een zware concurrentiestrijd met de titels van De Standaard N.V. De stripverhalen (Suske en Wiske tegenover Nero, De Lustige Kapoentjes tegenover De Vrolijke Bengels) waren niet zelden een wapen in deze strijd.
Toen 't Vrije Volksblad in 1948 was overgelaten aan Het Nieuws van den Dag, bleken de resterende titels van De Gids niet meer levensvatbaar. Zij werden in 1952 overgenomen door Het Volk.